# Перепуск
Перепуск — река в России, протекает по территории Заполярного района Ненецкого автономного округа. Длина реки равна 83 километрам.
Начинается между истоками Елгуя и Средней Реки на открытой, слегка заболоченной местности. От истока течёт по тундре в северном направлении. Местами, преимущественно в среднем течении Перепуска, его долина поросла лесом. Ниже устья Левого Перепуска поворачивает на северо-восток, протекает мимо крупного озёрного массива (озёра Сухое, Холерное и другие). Впадает в Чёшскую губу Баренцева моря, образуя общий с рекой Большой Крутой эстуарий. Средняя величина прилива в устье — 3 метра.
Выше устья Левого Перепуска ширина реки — 5 метров, глубина — 1 метр; вблизи озера Сухое — 30 и 1,5 метра соответственно; ниже устья Средней Реки — 15 и 2,5; в приустьевой части — 50 и 2,5 метра. Скорость течения воды — 0,2 м/с.

## Притоки
Объекты перечислены по порядку от устья к истоку.
- 0,2 км: Большая Крутая[3] (пр)
- Ковальная[3] (лв)
- 29 км: Средняя Река[3] (пр)
- 30 км: Яренная[3] (пр)
- 49 км: Левый Перепуск[3] (лв)

## Данные водного реестра
По данным государственного водного реестра России относится к Двинско-Печорскому бассейновому округу, водохозяйственный участок реки — реки бассейна Баренцева моря от мыса Канин Нос до границы бассейна р. Печора, речной подбассейн реки — отсутствует. Речной бассейн реки — бассейны рек междуречья Печоры и Мезени, впадающих в Баренцево м.
Код водного объекта — 03040000112103000052925.